# Bracovce
Bracovce (in ungherese Berettő, in tedesco Jakersdorf o Bratzejowitz) è un comune della Slovacchia facente parte del distretto di Michalovce, nella regione di Košice.

## Storia
Nei documenti, è citato per la prima volta nel 1227 con il nome di Berethe come possedimento dei nobili Bogat-Radvan. Nel 1280 passò agli Omodey. Successivamente il feudo venne donato dai re d'Ungheria al cavaliere Istvan Monaky. Alla sua morte, il villaggio passò agli Izsépy, ai Cseley e ai Doby. Nel 1601 appartenne alla Signoria di Trebišov. Nel XVIII secolo passò ai Kazinczy. Dal 1938 al 1944 fece parte dell'Ungheria.